# 카리오카 아레나 1

카리오카 아레나 1(영어: Carioca Arena 1, 포르투갈어: Arena Carioca 1) 또는 카리오카 아레나 제1경기장은 브라질 리우데자네이루주 리우데자네이루 바하다티주카의 바라 올림픽 공원에 위치한 경기장이다. 16000명까지 수용가능하다.
2016년 하계 올림픽에서는 농구경기 2016년 하계 패럴림픽에서 휠체어 럭비경기가 열렸다.
카리오카 아레나 2에서는 레슬링과 유도 경기가 열리고 카리오카 아레나 3에서는 펜싱과 태권도 경기를 치렀다.

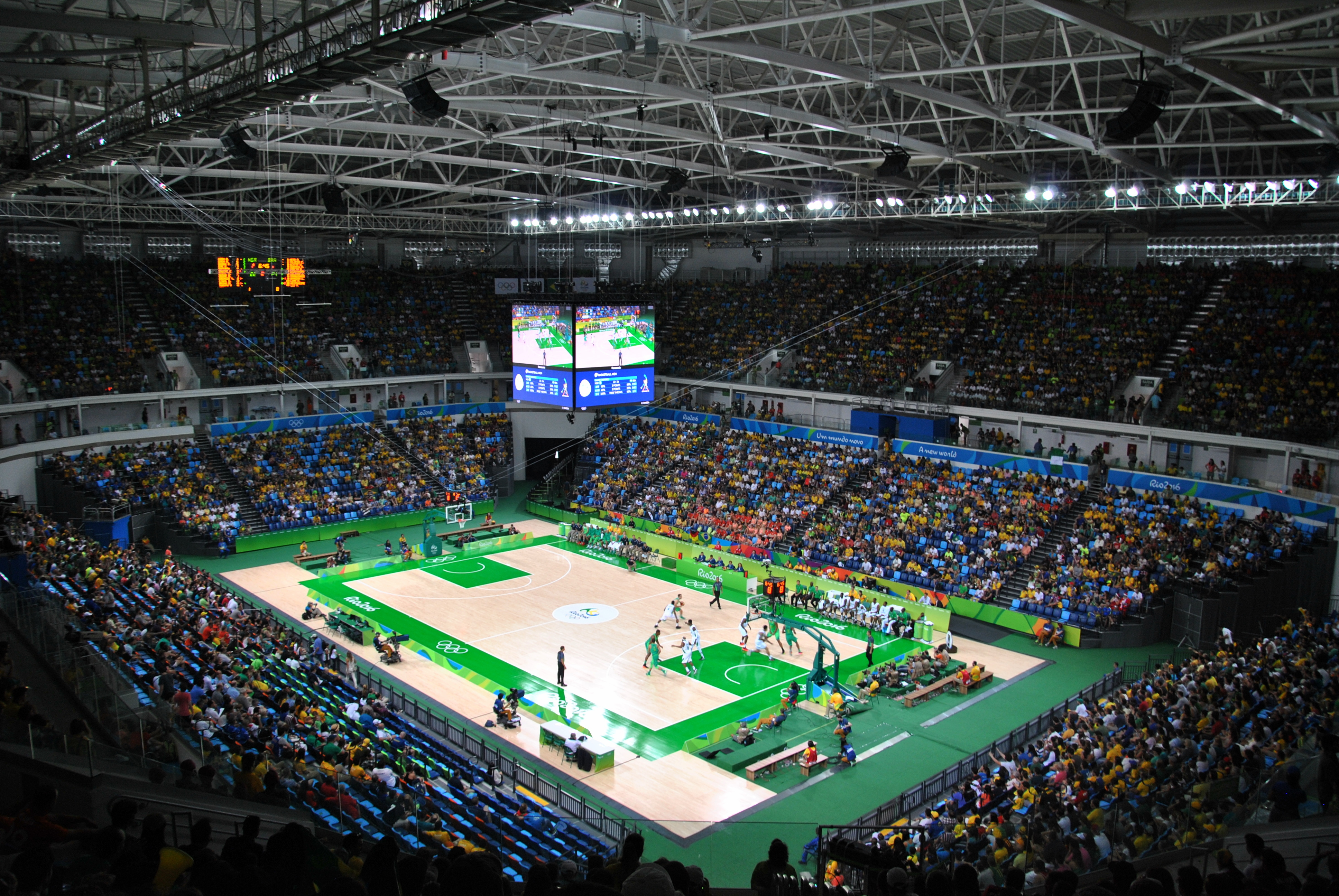
농구 경기가 열리는 카리오카 아레나 1 내부

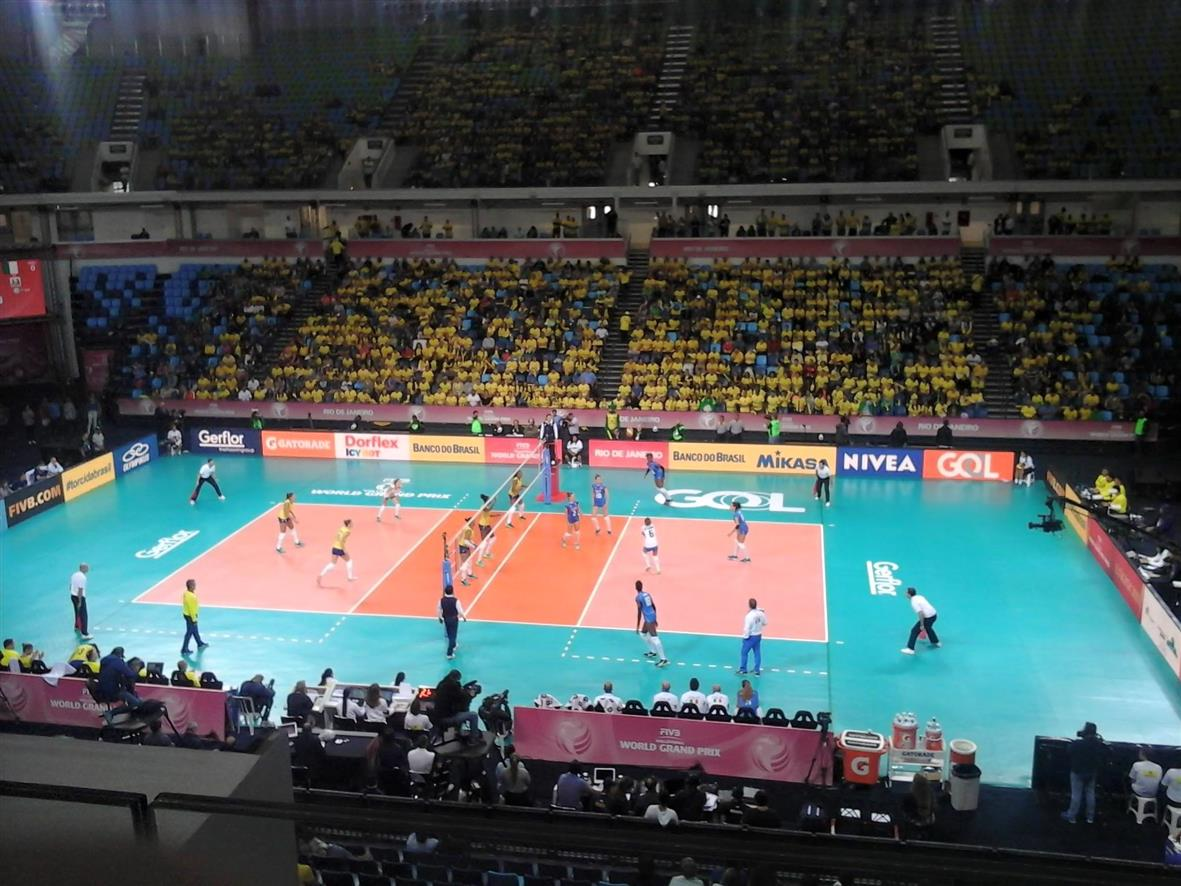
배구 경기가 열리는 카리오카 아레나 1 내부

## 같이 보기
- 카리오카 아레나 2
- 카리오카 아레나 3